# Pedicellina compacta
Pedicellina compacta är en bägardjursart som beskrevs av Harmer 1915. Pedicellina compacta ingår i släktet Pedicellina och familjen Pedicellinidae. Inga underarter finns listade i Catalogue of Life.